# Apache Ant
Apache Ant là một công cụ phần mềm để tự động hóa các quy trình xây dựng phần mềm, bắt nguồn từ dự án Apache Tomcat vào đầu năm 2000.  Nó là sự thay thế cho công cụ build Make của Unix và đã được tạo ra do một số vấn đề với Make của Unix.  Nó tương tự như Make nhưng được triển khai bằng ngôn ngữ Java, yêu cầu nền tảng Java và phù hợp nhất để xây dựng các dự án Java.
Sự khác biệt dễ nhận thấy nhất giữa Ant và Make là Ant sử dụng XML để mô tả quá trình tạo code và các phụ thuộc của nó, trong khi Make sử dụng định dạng Makefile.  Theo mặc định, file XML được đặt tên là build.xml.
Được phát hành theo Giấy phép Apache bởi Quỹ phần mềm Apache, Ant là một dự án nguồn mở.